# Mahométisme
Pour un article plus général, voir Islam.
Le terme « mahométisme » a été employé en Occident pour désigner la religion musulmane jusqu'au début du XXe siècle. Comme le mot « islamisme », c'est aujourd'hui, en ce sens, un terme vieilli, et qui tend, selon certaines interprétations, à prendre une connotation dépréciative. La forme lexicale correspondante, qui sert à désigner un adepte de cette religion, est « mahométan » (« mahométane » au féminin), mot également vieilli, qui aurait pris le sens de pratiquant rétrograde et qui est devenu d'un usage rare et précieux, par exemple, dans des comédies ou des publications satiriques. Aucun dictionnaire n'indique néanmoins une quelconque connotation dépréciative.
Une autre forme beaucoup plus rare, mahométanisme, n'est plus usitée.
Ce mot fait référence à la version francisée du nom du prophète de l'Islam :  Mahomet

## Historique
Le terme « mahométisme », pour désigner l'islam, fut développé par les Orientalistes européens au Moyen Âge qui, par analogie - trompeuse - avec le christianisme, s'imaginaient que le prophète Mahomet était à la religion musulmane ce que Jésus Christ était au christianisme, et qu'il occupait dans l'Islam la même place que ce dernier occupe dans le Christianisme. On peut alors déduire que le but de ce terme "n'était pas de représenter l'Islam en soi, mais de le représenter pour les Chrétiens du Moyen-Âge." 
« Mahométisme » est attesté au XVIe siècle et est utilisé, en 1626, sous la forme mahumetisme dans l'Histoire universelle d'Agrippa d'Aubigné, alors que le mot « Islam » (avec une majuscule, dans le sens de communauté de croyants) n'apparaît qu'en 1752 dans le Dictionnaire de Trévoux et en 1762 dans celui de l'Académie française. Montesquieu n'utilise que le mot mahométisme alors que, pour Voltaire et les encyclopédistes, mahométisme, islam et islamisme, ainsi que musulmanisme sont synonymes, de même que mahométan et musulman, voire turc.
Un emploi plus restreint était, dans le vocabulaire de l'Inquisition, de désigner par « mahométisme » l'hérésie mahométane qui comprenait plusieurs qualifications : le fait pour un baptisé de rendre le culte secrètement à Dieu à la façon musulmane ; le fait de renier sa foi chrétienne pour embrasser l'Islam ou encore le fait, pour des chrétiens, de fuir l'Espagne pour se réfugier en terre d'Islam. Tous ces comportements étaient susceptibles de relever de la qualification de mahometismo, l'une des trois grandes hérésies majeures poursuivies par le tribunal de la foi qu’était le Saint-Office de l’Inquisition en Espagne.

## Perception du terme par certains musulmans
Le mot « mahométisme » s'est formé à partir du nom de Mahomet, par adjonction du suffixe -isme, sur le modèle de mots comme christianisme ou bouddhisme, avec le sens de « religion ou doctrine de Mahomet ». Le terme qui est préféré par les musulmans de nos jours est « islam », qui signifie simplement « soumission » [sous-entendu à Allah]. Il en est de même pour l'adjectif mahométan, formé sur Mahomet et le suffixe -an, qui signifie « disciple de ». Si le christianisme et le bouddhisme sont fondés respectivement par Jésus et Bouddha, certains musulmans actuels refusent cette historicisation de leur religion et font valoir que le Coran serait la parole directe de Allah, et que, de ce fait, Mahomet ne serait pas le fondateur de la religion musulmane, mais « seulement » le dernier d'une lignée de prophètes professant une religion qui aurait existé avant eux de toute éternité, et que, par conséquent, la construction mahométisme serait impropre. Pour ces raisons théologiques, le terme « mahométan » peut être perçu comme péjoratif.